# Alexander Miklosy

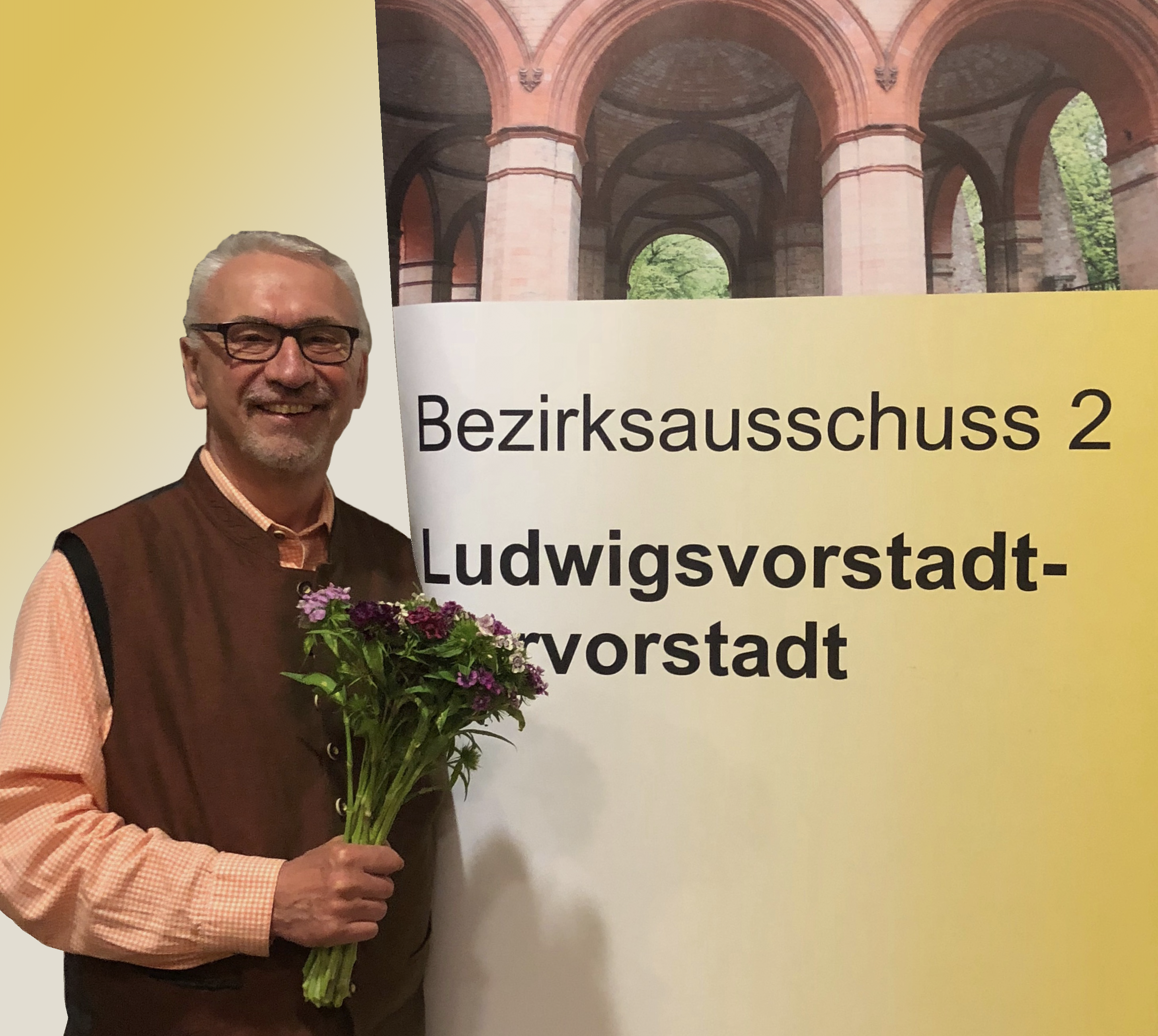
Alexander Miklósy nach einer der vielen Bezirksausschuss-Sitzungen

Alexander Miklósy (* 22. Februar 1949 in Cham; † 12. Dezember 2018 in München) war ein deutscher LGBTIQ-Aktivist und Münchner Kommunalpolitiker für die Rosa Liste München.

## Leben
Miklósy wuchs in München-Haidhausen auf und besuchte die dortige Bazeilles-Volksschule. Das Abitur absolvierte er am Theresien-Gymnasium in der Münchner Ludwigsvorstadt. Er studierte Forstwissenschaft an der Ludwig-Maximilians-Universität (LMU), als die Forstwissenschaftliche Fakultät noch ihren Sitz in der Maxvorstadt hatte (heute in Weihenstephan bei Freising). Das Studium schloss er als Diplom-Forstwirt ab. Da sich Miklósy früh zu seiner Homosexualität bekannte, sah er keine Möglichkeit, beim bayerischen Staat eine Stelle als Forstwirt im Staatsdienst zu bekommen, und gründete ein Taxi-Unternehmen, das er bis zu seinem Tod betrieb.
1990 war Miklósy Mitbegründer des lokalen Hörfunksenders Radio LORA in München. Mitte der 1980er Jahre lernte er Walter Pretz kennen, mit dem er seit 1986 zusammenlebte und 2005 eine Eingetragene Partnerschaft einging.

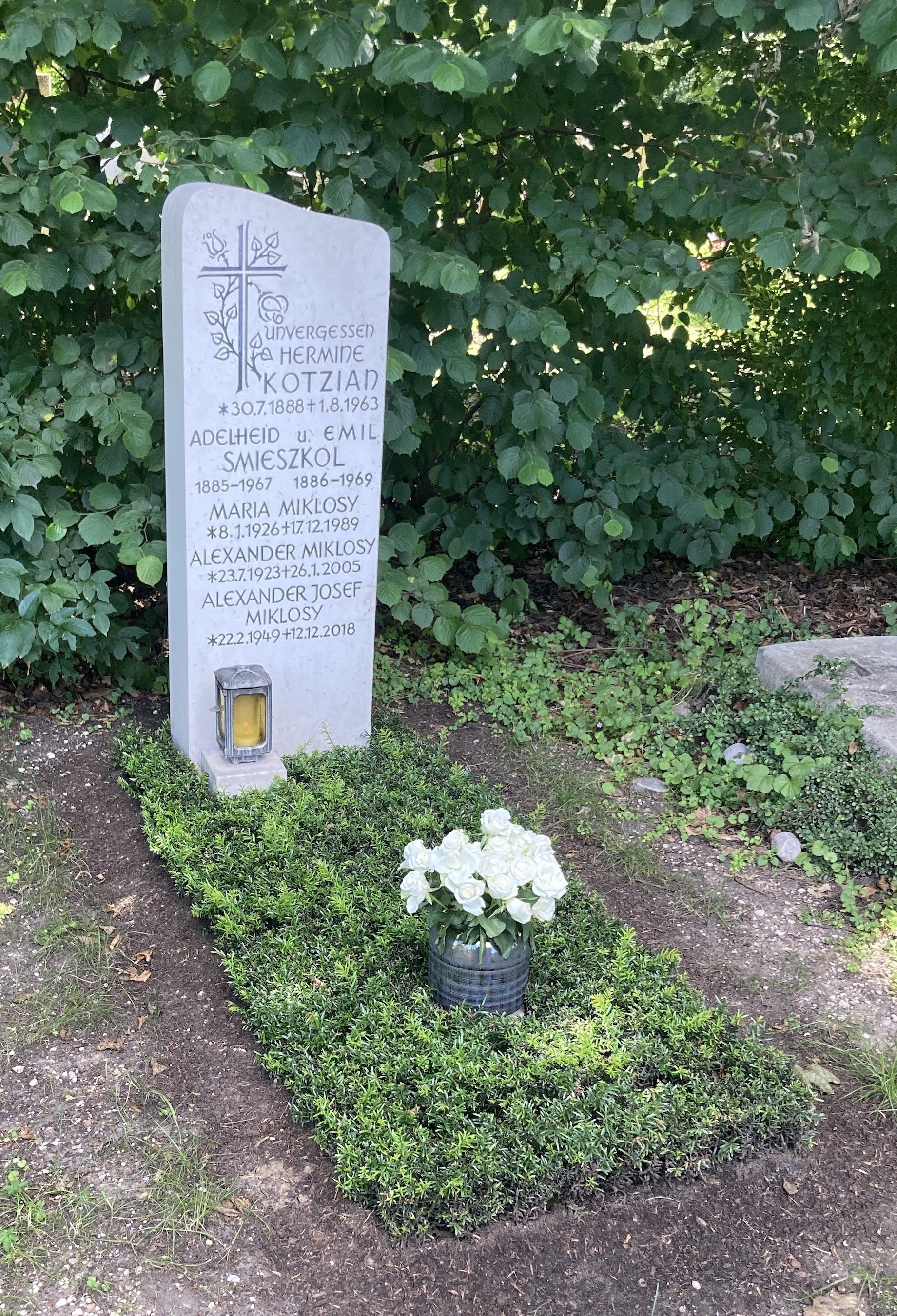
Grab von Miklosy Alexander auf dem Münchner Westfriedhof

Alexander Miklósy starb, nachdem er im November 2018 noch eine Bürgerversammlung geleitet hatte, nach längerer Krankheit im Dezember 2018 mit 69 Jahren. Die Trauerfeier unter Teilnahme des Oberbürgermeisters Dieter Reiter, von Stadträten und  Wegbegleitern fand am Westfriedhof statt. Dort befindet sich auch seine Grabstätte (Bezirk F „Am Teich“, Gräberfeld 208) Standort.

## Politische Laufbahn
Miklósy war in der Schwulenbewegung aktiv. 1996 schloss er sich der Wählervereinigung Rosa Liste München an. Im selben Jahr wurde er bei den Kommunalwahlen in den Bezirksausschuss Ludwigsvorstadt-Isarvorstadt (BA 2) gewählt. Unter anderem nahm er dort das Amt des Baumschutzbeauftragten wahr. Bei der Kommunalwahl 2002 wurde er wiedergewählt und mit großer überparteilicher Zustimmung Bezirksausschuss-Vorsitzender. Dieses Amt behielt er bis zu seinem Tod auch in den Amtsperioden 2008–2014 und 2014–2020. 2014 kandidierte Miklósy neben dem Bezirksausschuss auch bei den Stadtratswahlen für die Rosa Liste, erlangte aber kein Mandat. Bei den bayerischen Landtagswahlen 2008, 2013 und 2018 kandidierte Miklósy auf der Oberbayern-Liste der Grünen als Nicht-Parteimitglied.
Alexander Miklosy, oft auch als „Bürgermeister der Isarvorstadt“ bezeichnet, verfolgte als „Brückenbauer“ immer das konsensuale Modell und war eine über die Partei- und Bezirksausschuss-Grenzen hinaus bekannte Persönlichkeit.

## Ehrung
Für seine Verdienste im Bezirksausschuss Ludwigsvorstadt-Isarvorstadt erhielt Miklósy die Medaille „München leuchtet“.

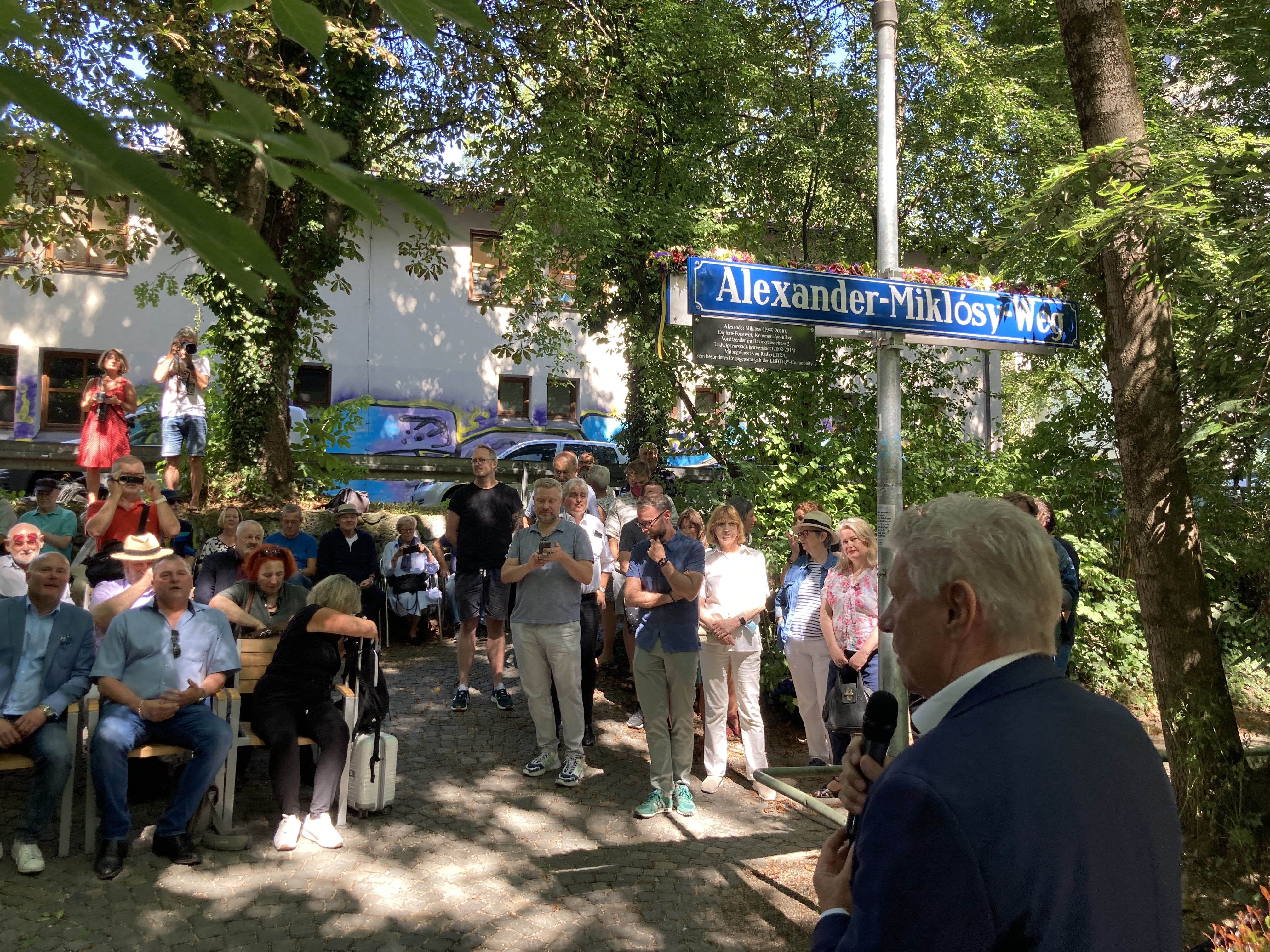
Einweihung des Alexander-Miklósy-Wegs am 14. Juli 2022 durch den Münchner Oberbürgermeister Dieter Reiter (vorne rechts im Bild) in Anwesenheit vieler Stadträte und vieler Mitglieder des Bezirksausschusses 2 (Ludwigsvorstadt-Isarvorstadt)

## Namensgeber für Weg
Nach Alexander Miklósy wurde 2022 in München im Stadtteil Isarvorstadt (Stadtbezirk 2 – Ludwigsvorstadt-Isarvorstadt) der Alexander-Miklósy-Weg benannt. Der Weg erstreckt sich westlich und parallel zum Westermühlbach (beginnend gegenüber der Pestalozzistraße 50 und endend auf Höhe der Isartalstraße 14)Koordinaten: 48° 7′ 30,4″ N, 11° 33′ 53,7″ O. Der Ältestenrat der Landeshauptstadt München hatte dies in der Sitzung am 5. Mai 2022 beschlossen.

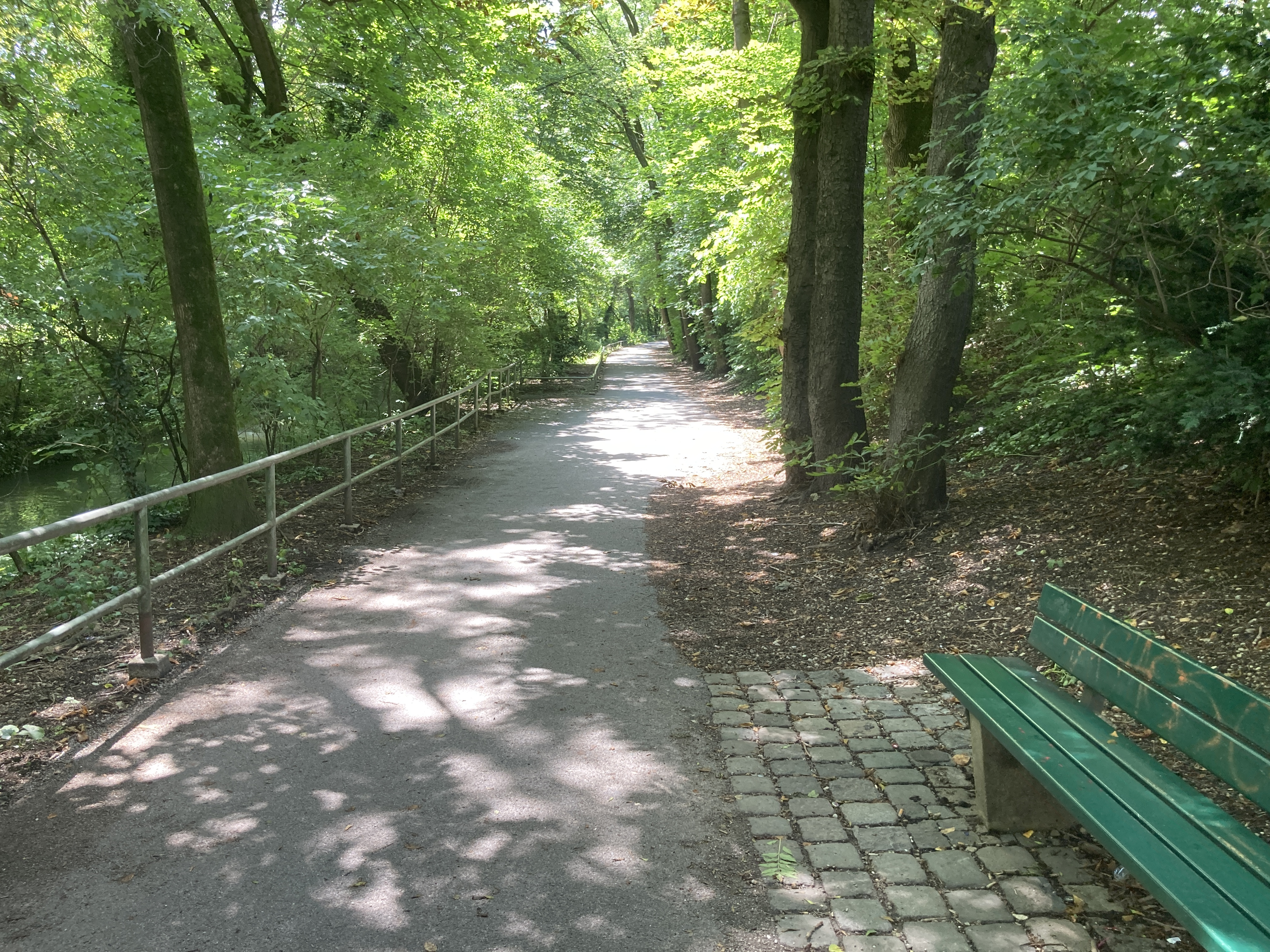
Alexander-Miklósy-Weg: Weg entlang des Westermühlbaches nach Süden
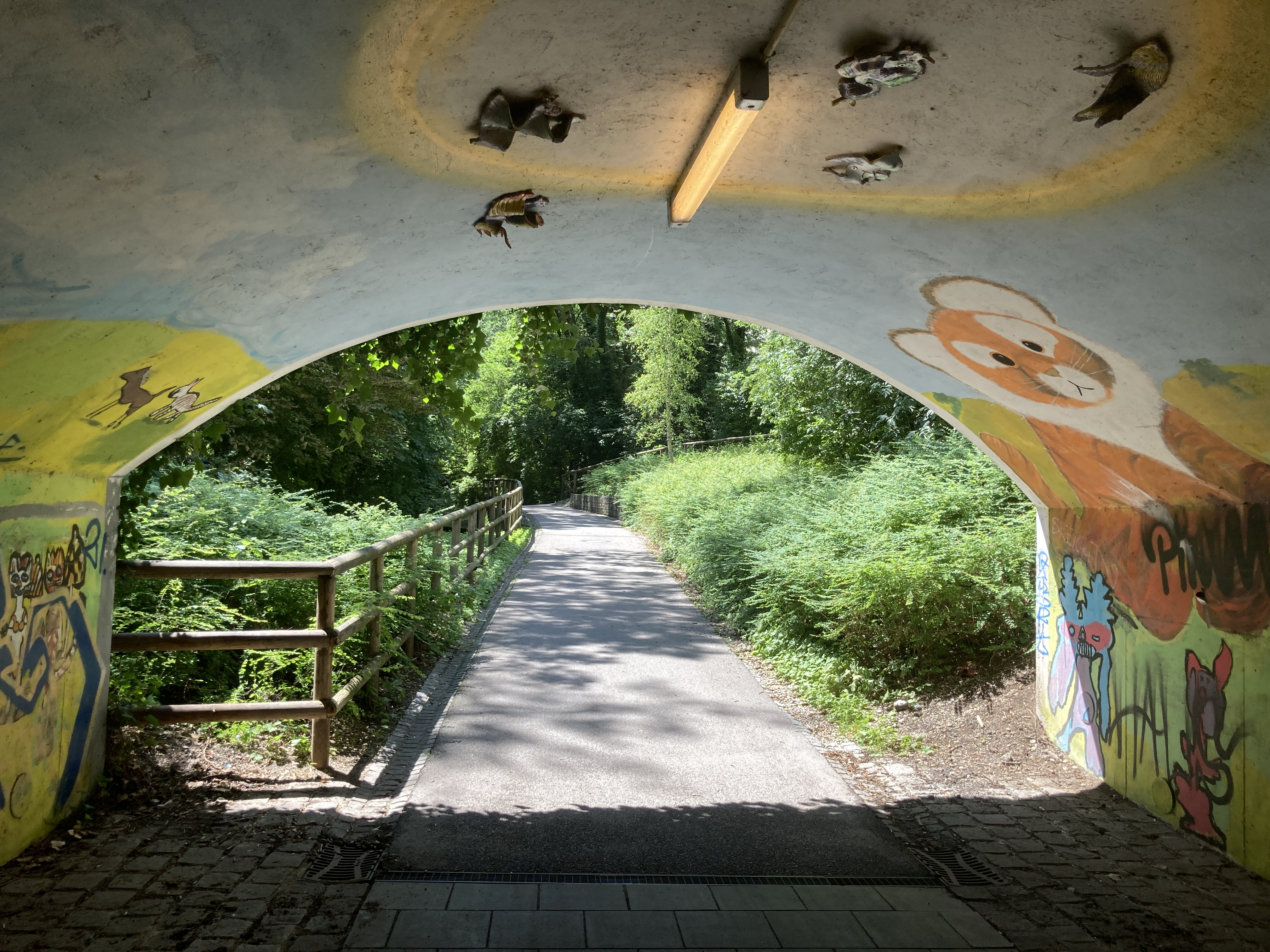
Alexander-Miklósy-Weg: Sicht aus der Unterführung Kapuzinerstraße nach Süden
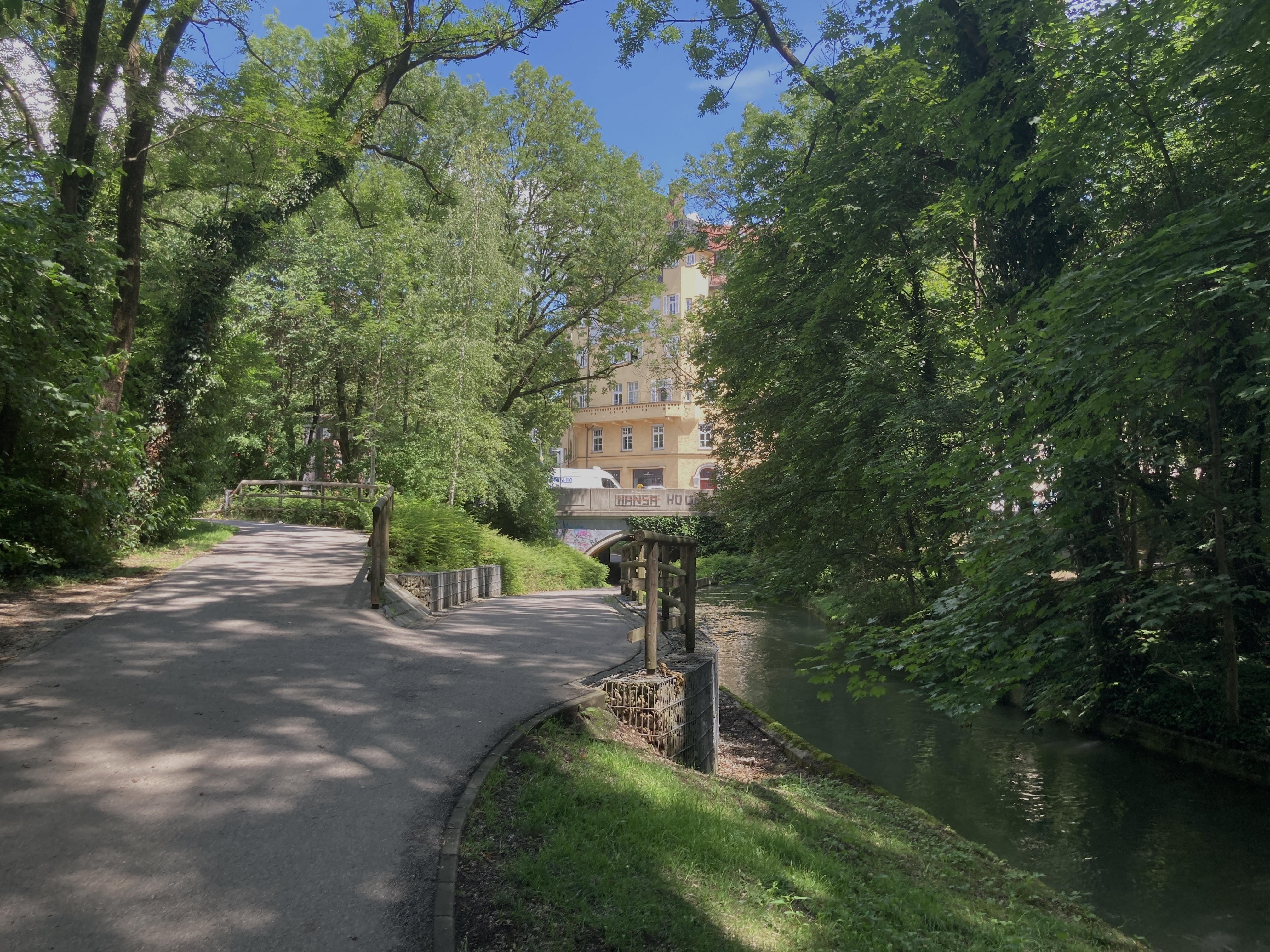
Alexander-Miklósy-Weg: Sicht nach Norden in die Unterführung unter der Kapuzinerstraße
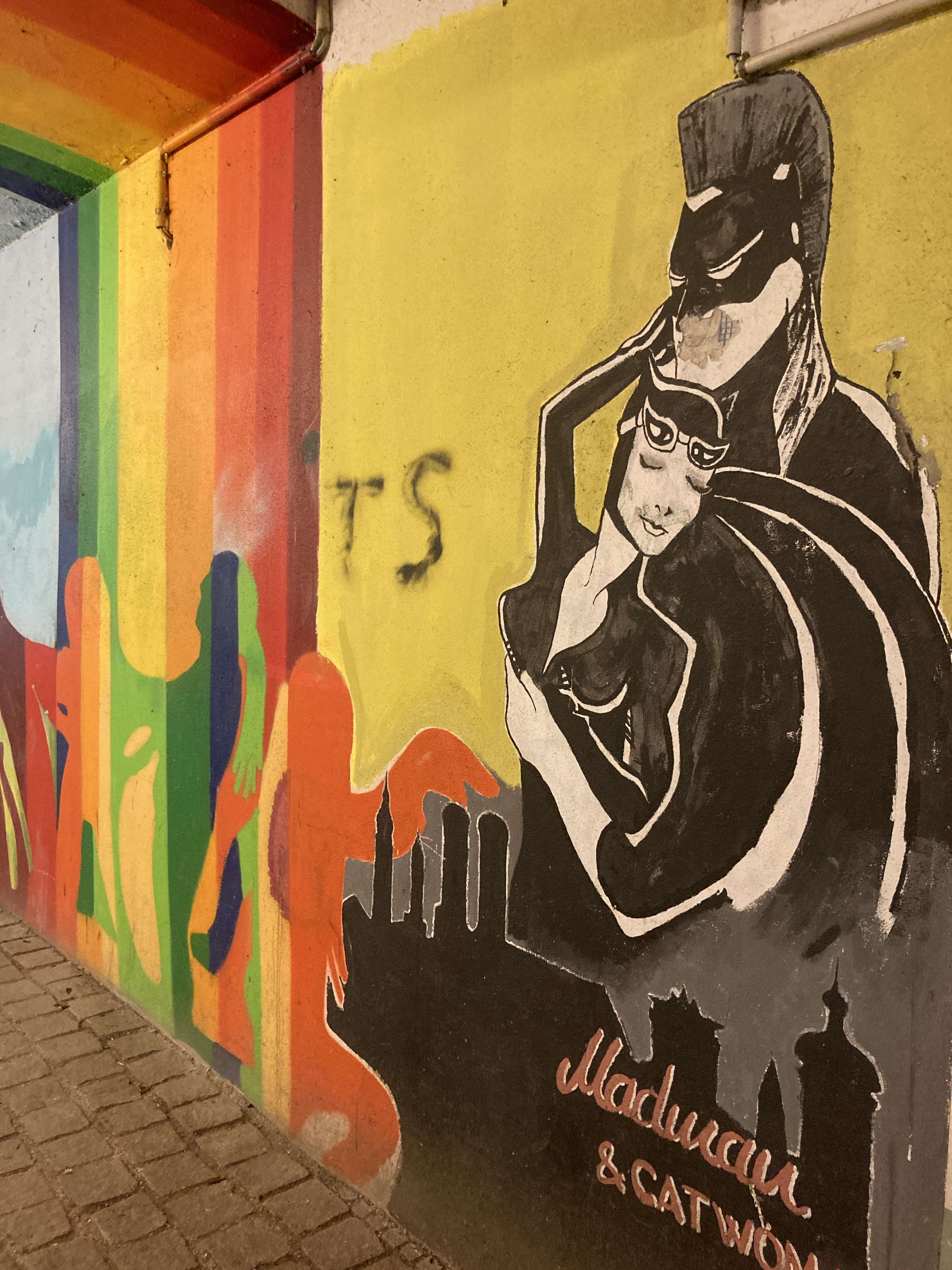
Alexander-Miklósy-Weg: Regenbogen in der Unterführung Kapuzinersrtrasse